# Krausenbach (Dammbach)
Krausenbach ist ein Gemeindeteil der Gemeinde Dammbach im unterfränkischen Landkreis Aschaffenburg in Bayern.

## Geographie
Das Kirchdorf liegt im Spessart an der Staatsstraße 2317 zwischen Wintersbach und Rohrbrunn, auf 236 m ü. NHN, dort wo der Gößbach in den Dammbach fließt.
Nach dem Ort wurde der Krausenbacher Forst benannt.

### Nachbargemarkungen
Folgende Gemarkungen grenzen an das Ortsgebiet von Krausenbach:
|             |                                             | Gemarkung Krausenbacher Forst |
| Wintersbach | Kompassrose, die auf Nachbargemeinden zeigt | Gemarkung Altenbucher Forst   |
| Eschau      | Wildensee und Unteraltenbuch                | Oberaltenbuch                 |

## Geschichte

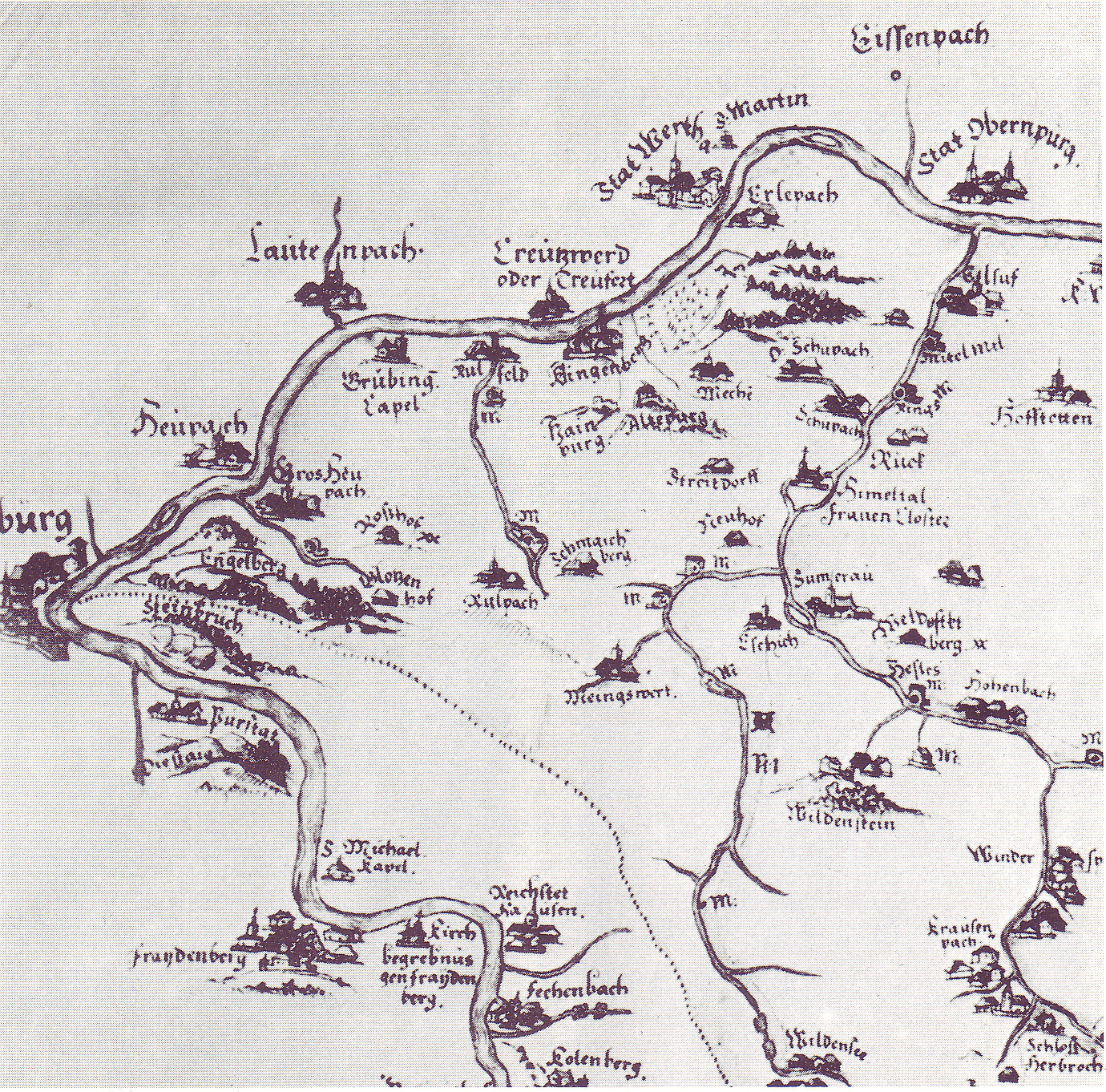
Krausenbach in der Karte des Spessarts von Paul Pfinzing von 1594 (Norden ist rechts)

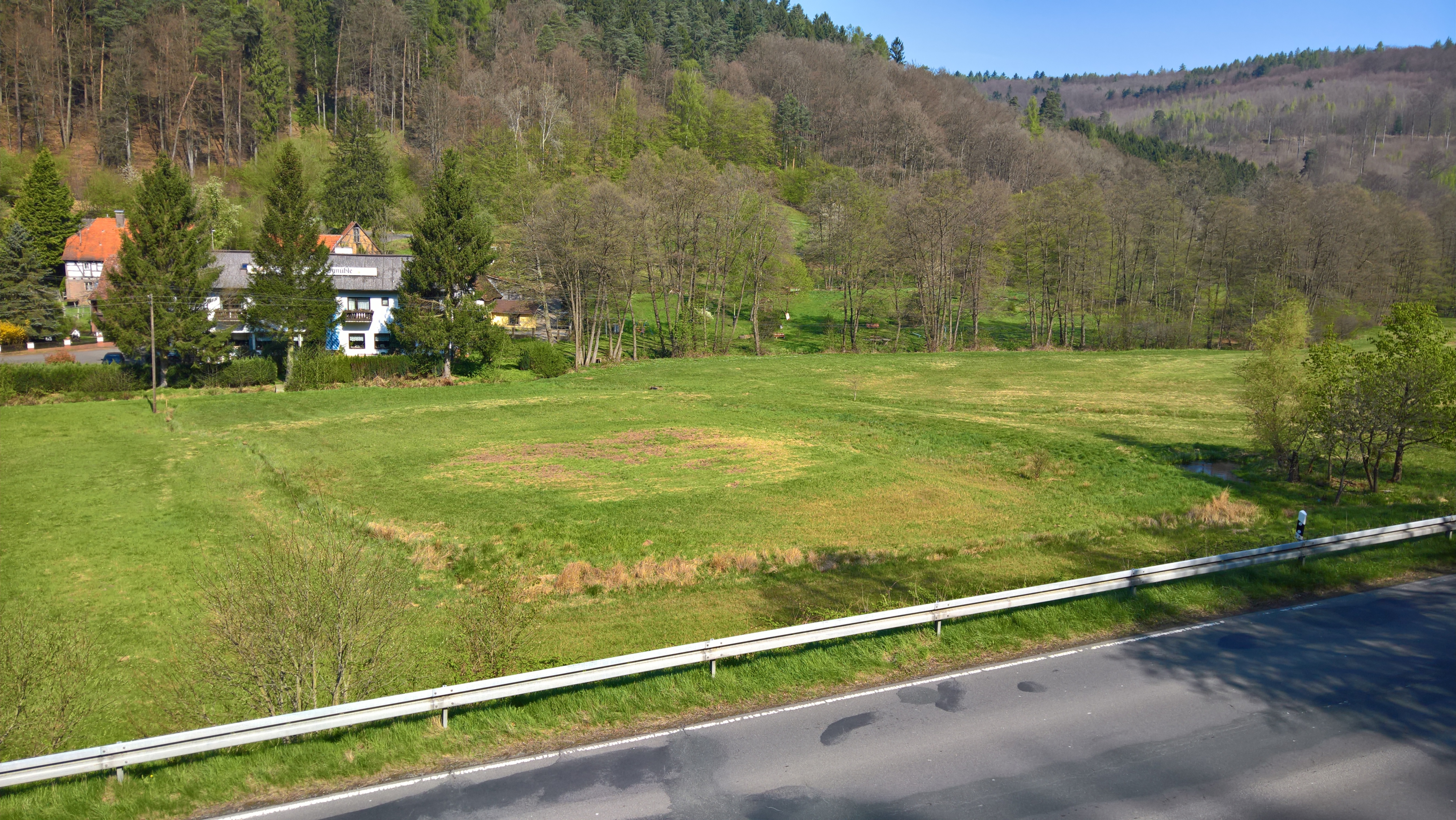
Der Burgstall auch Schloss Herbroch genannt

Im Jahre 1241 wurde Krausenbach erstmals erwähnt. Die abgegangene Wasserburg, der Burgstall Unterschnorrhof aus dem 13. bzw. 14. Jahrhundert, liegt östlich am Ortseingang gegenüber dem Unterschnorrhof und der Ferschenmühle im Wiesengrund zur Straße. Im Jahr 1676 wurde mit dem Bau der Kirche St. Wendelin begonnen.
Am 1. Juli 1862 wurde das Bezirksamt Aschaffenburg gebildet, auf dessen Verwaltungsgebiet Krausenbach lag. 1939 wurde wie überall im Deutschen Reich die Bezeichnung Landkreis eingeführt. Krausenbach war nun eine der 33 Gemeinden im Altkreis Aschaffenburg. Dieser schloss sich am 1. Juli 1972 mit dem Landkreis Alzenau in Unterfranken zum neuen Landkreis Aschaffenburg zusammen.
Die Gemeinden Krausenbach und Wintersbach schlossen sich am 1. Juni 1976 im Zuge der Gebietsreform in Bayern zur neuen Gemeinde Dammbach zusammen.